# Wiktor Wiśniowski
Wiktor Wiśniowski (ur. 20 stycznia 1903 w Starym Samborze, województwo lwowskie, zm. 13 czerwca 1990 w Krakowie) – inżynier mechanik, konstruktor, nauczyciel, profesor nadzwyczajny Politechniki Gdańskiej, profesor zwyczajny Politechniki Wrocławskiej.

## Działalność zawodowa, dydaktyczna i organizacyjna
W 1921 roku absolwent I Gimnazjum w Przemyślu. W latach 1921–1924 studiował na Oddziale Naftowym Wydziału Mechanicznego Politechniki Lwowskiej. W 1924 roku przerwał studia z powodów finansowych, podjął pracę w ramach Katedry Teorii Maszyn Cieplnych Politechniki Lwowskiej między innymi w kopalni nafty w Borysławiu, gdzie prowadził badania związane z gazem ziemnym, węglem kamiennym, produkcją palnika kotła przemysłowego na gaz ziemny i palenisk kotłowych. Od 1927 roku pracował w Drohobyczu.
W latach 1928–1929 odbył służbę wojskową w Batalionie Podchorążych w Zaleszczykach i w 26. Pułku Piechoty we Lwowie. Od 1929 roku do sierpnia 1938 roku był pracownikiem Politechniki Lwowskiej, konstruował urządzenia do analizy cieplnej gazu ziemnego. W 1934 roku ukończył studia na Wydziale Mechanicznym Politechniki Lwowskiej i otrzymał dyplom inżyniera mechanika. Od 1 września 1938 roku do 22 sierpnia 1939 roku pracował w Chemicznym Instytucie Badawczym w Warszawie w Dziale Węglowym jako inżynier do spraw analiz gazów.
Podczas wojny obronnej 1939 roku walczył w stopniu podporucznika. Był dowódcą plutonu 26. Pułku Piechoty w Gródku Jagiellońskim, brał udział w obronie Zegrza i Warszawy. Po kapitulacji Warszawy od 28 września 1939 roku do stycznia 1945 roku był jeńcem oflagów: X B Nienburg, XVIII C Spittal i II C Woldenberg. W tych obozach jenieckich prowadził wykłady w ramach Studium Politechnicznego oraz kursy z termodynamiki technicznej, statyki wykreślnej, teorii maszyn cieplnych i analizy gazów.
W lutym 1945 roku wrócił do Polski. Od marca do czerwca 1945 roku był nauczycielem matematyki w XIX Państwowym Gimnazjum i Liceum Koedukacyjnym w Łodzi. Od lipca 1945 przebywał w Gdańsku. We wrześniu 1945 roku otrzymał tytuł zastępcy profesora. Był jednym z organizatorów Politechniki Gdańskiej, na której uruchomił laboratorium cieplne.
Od lipca 1945 roku do 20 listopada 1945 roku pełnił funkcję dziekana Wydziału Mechanicznego, od grudnia 1945 do 1948 roku prodziekana, od 18 lipca 1945 roku do grudnia 1950 roku organizatora i kierownika Katedry Teorii Maszyn Cieplnych na Wydziale Mechanicznym.
25 marca 1948 roku otrzymał tytuł profesora nadzwyczajnego.
Od września 1945 roku do lipca 1949 roku był kuratorem Bratniej Pomocy Studentów Politechniki Gdańskiej. Po ukazaniu się w czerwcu 1949 roku „Jednodniówki Bratniej Pomocy Studentów Politechniki Gdańskiej 1923–1948”, którą uznano za wrogą i szkodliwą ideologicznie, został zwolniony z funkcji kuratora. 13 stycznia 1950 roku został odwołany przez ministra oświaty Stanisława Skrzeszewskiego i dyscyplinarnie zwolniony.
Od 1 lutego 1950 roku do września 1975 roku pracował na Politechnice Wrocławskiej pełniąc następujące funkcje na Wydziale Mechanicznym: od 1 lutego 1950 roku do 1954 roku organizatora i kierownika Katedry Teorii Maszyn Cieplnych, w latach 1951–1954 kierownika Oddziału Energetycznego, w latach 1952–1954 dziekana, w latach 1954–1973 kierownika Katedry Mechaniczno-Energetycznej. W latach 1958–1963 został dziekanem Wydziału Mechaniczno-Energetycznego, od 10 lipca 1968 roku do 30 września 1973 roku wicedyrektorem do spraw dydaktyki w Instytucie Maszyn i Urządzeń Hydraulicznych oraz Aparatury Przemysłowej, a w latach 1968–1971 kierownikiem Zakładu Termodynamiki Technicznej w tym Instytucie.
Od 1 września 1971 do 31 sierpnia 1973 roku pełnił funkcje pierwszego zastępcy dyrektora w Instytucie Techniki Cieplnej i Aparatury Przemysłowej i kierownika Zakładu Termodynamiki.
W kwietniu 1966 roku otrzymał tytuł profesora zwyczajnego. W 1973 roku przeszedł na emeryturę.
18 czerwca 1979 roku uzyskał stopień doktora na Wydziale Mechaniczno-Energetycznym Politechniki Śląskiej w Gliwicach.
Jest autorem publikacji z zakresu mechaniki, termodynamiki. W latach 1958–1964 pełnił funkcję sekretarza Komitetu Uczczenia Pamięci Polskich Pracowników Nauki i Ofiar Hitleryzmu we Wrocławiu, w 1988 roku został członkiem Komitetu Budowy Pomnika poświęconego profesorom Politechniki Lwowskiej zamordowanym w 1941 roku na Wzgórzach Wuleckich we Lwowie.
W latach 1937–1939 należał do Stowarzyszenia Inżynierów Mechaników Polskich – oddział we Lwowie, w latach 1945–1984 do Związku Nauczycielstwa Polskiego, w latach 1961–1984 do Wrocławskiego Towarzystwa Naukowego.
Pochowany na cmentarzu Rakowickim w Krakowie (kwatera XIVa, rząd 12, grób 31).

## Publikacje
- Mechanik, poradnik techniczny, t. 1, cz. 2: Fizyka, chemia, termodynamika techniczna, mechaniczne urządzenia automatycznej regulacji, Warszawa 1961
- Wykresy spalania i ich osobliwości. Prace Naukowe Instytutu Techniki Cieplnej i Mechaniki Płynów Politechniki Wrocławskiej, nr 2 Wrocław 1973

## Nagrody, wyróżnienia, odznaczenia
- Medal za Warszawę 1939–1945
- Srebrny Krzyż Virtuti Militari
- Krzyż Kawalerski Orderu Odrodzenia Polski (1973)
- Medal Pamiątkowy Politechniki Gdańskiej (1985)
- Złota odznaka Politechniki Wrocławskiej
- Złota Odznaka Związku Nauczycielstwa Polskiego
- Medal Komisji Edukacji Narodowej
- Medal 40-lecia Polski Ludowej (1985)
- Złoty Medal „Opiekun Miejsc Pamięci Narodowej” (1987)